# Glycosia biplagiata
Glycosia biplagiata är en skalbaggsart som beskrevs av Gilbert John Arrow 1907. Glycosia biplagiata ingår i släktet Glycosia och familjen Cetoniidae. Inga underarter finns listade i Catalogue of Life.